# Motoblur
Motoblur (spesso stilizzata come MOTOBLUR) è un'interfaccia utente per Android sviluppata da Motorola. Motoblur include una varietà di widget di vari social network come Facebook, MySpace, e Twitter nonché di altri servizi (notizie e meteo) in un unico posto. Motoblur è attualmente in Electrify/Photon 4G, Atrix 4G, Atrix HD, CLIQ/DEXT, Backflip, Devour, Flipout, Charm, Spice, Droid Pro, Filpside, DEFY, DEFY+, Bravo, Droid X, Droid 3, Droid 2, Droid Bionic, e Droid RAZR. La versione presente su Droid X, Droid Pro, Droid 2, Droid Bionic, Droid 3, Electrify/Photon 4G, e DEFY è destinata ad essere meno invadente rispetto alle versioni precedenti.
Alla fine del 2010 Motorola annuncia che non si sarebbe interessata ad un ulteriore sviluppo di Motoblur
Nel 2011 PC World critica Motoblur per le scarse performance.
Nel 2013 Ben Lincoln scrive un articolo su come Motorola raccoglie ogni sorta di informazioni personali tramite Motoblur